# Mokri Velîcikî, Ripkî
Mokri Velîcikî (în ucraineană Мокрі Велички) este un sat în comuna Tarasa Șevcenka din raionul Ripkî, regiunea Cernihiv, Ucraina.

## Demografie
Componența lingvistică a localității Mokri Velîcikî
     Ucraineană (96,33%)
     Rusă (3,67%)
Conform recensământului din 2001, majoritatea populației localității Mokri Velîcikî era vorbitoare de ucraineană (96,33%), existând în minoritate și vorbitori de rusă (3,67%).